# Liesel Holler
Liesel Holler Sotomayor (1980) è una modella peruviana incoronata Miss Perù 2004.
In quanto detentrice del titolo di vincitrice del concorso di bellezza nazionale, la Holler ottiene la possibilità di rappresentare il Perù a Miss Universo 2004, a Quito, in Ecuador.
Pur non riuscendo ad ottenere un piazzamento a Miss Universo, Liesel Holler partecipa a Miss Terra 2004 a Manila, nelle Filippine, dove si classifica nella Top 16. Un mese dopo Liesel Holler partecip anche a Miss Caribe Hibiscus, che si tiene sull'isola di Saint Martin. In questa occasione, la modella peruviana ottiene la vittoria.
Dopo l'esperienza nei concorsi di bellezza, Liesel Holler ha ripreso i suoi studi di medicina presso l'Università di Umeå in Svezia.